# Maskareni
Maskareni ili Maskarenski otoci (francuski Les Mascareignes, engleski Mascarene Islands) je otočna skupina u Indijskom oceanu. Smještena je istočno od Madagaskara, te teritorijalno pripadaju državi Mauricijus i francuskom departmanu Réunion. Nazvana je prema portugalskom pomorcu Pedru Mascarenhasu koji ih je prvi put posjetio u travnju 1512. godine. Otoci su vulkanskog podrijetla, pretežito brdoviti s najvišim vrhom od 3069 m na Réunionu.

## Smještaj i obuhvat
Otočje se sastoji od tri veća otoka, Mauricijusa, Réuniona, i Rodriguesa te brojnih vulkanskih otočića, koraljnih grebena i atola u tropskom pojasu jugozapadnog Indijskog oceana, smještenih između 700 i 1500 km istočno od Madagaskara. Na otocima prevladavaju oceanska i tropska klima. 

## Flora i fauna
Zbog dugotrajne odvojenosti od kopna, otoke odlikuje velika bioraznolikost, te stotinjak endemskih vrsta. Također, danas se na otoku nalaze i mnoge vrste koje su donijeli Europljani nakon što su se naselili na otocima u 16. stoljeću. Zbog pretjeranog izlova i uvođenja novih životinjskih vrsta izumrlo je desetak vrsta ptica neletačica, od kojih je najpoznatija dodo. Do dolaska Europljana, jedini sisavci na otocima bili su pojedine vrste šišmiša.

## Stanovništvo i gospodarstvo
Danas na otocima živi oko 2 milijuna stanovnika, pretežito potomci britanskih, francuskih, afričkih i indijskih doseljenika. Uz ribarstvo, važne gospodarske grane na otoku su uzgoj šećerne trske, duhana, kokosivih palmi, ananasa i kukuruza.